# Microweisea texana
Microweisea texana – gatunek chrząszcza z rodziny biedronkowatych i podrodziny Microweiseinae. Zamieszkuje południe Stanów Zjednoczonych.

## Taksonomia
Gatunek ten opisany został po raz pierwszy w 1985 roku przez Roberta Gordona na łamach „Journal of the New York Entomological Society” pod nazwą Gnathoweisea hageni. Jako miejsce typowe wskazano Barton Weems Farm na wschód od Heidenheimer w stanie Teksas. Epitet gatunkowy oznacza po łacinie „teksańska” i nawiązuje do miejsca typowego. W 2012 roku rodzaj Gnathoweisea zsynonimizowany został z Microweisea przez Hermesa Escalonę i Adama Ślipińskiego.

## Morfologia
Chrząszcz o podługowato-owalnym, wyraźnie wysklepionym ciele długości około 1 mm i szerokości około 0,7 mm. Wierzch ciała porośnięty jest rozproszonymi, krótkimi włoskami. Głowa jest niemal czarna, skórzasta, słabo połyskująca, prawie pozbawiona punktowania, umiarkowanie przed oczami wydłużona, pociągła, ale krótsza niż u M. ferox. Czułki zbudowane są z dziesięciu członów, z których trzy ostatnie formują zwartą buławkę. Ostatni człon głaszczków szczękowych jest wąsko-stożkowaty. Przedplecze jest poprzeczne, prawie czarne, matowe, skórzaste, pokryte mikrosiateczkowaniem o małych oczkach oraz delikatnymi, niewyraźnymi punktami oddalonymi na odległości wynoszące od jednej do trzech ich średnic. Kąty przednio-boczne przedplecza mają ukośne linie. Kształt tarczki jest trójkątny. Pokrywy są ciemnobrązowe, błyszczące, pokryte grubymi punktami rozstawionymi na odległości nieco większe niż ich średnice, rzadszymi niż u podobnej M. planiceps. Skrzydła tylnej pary są normalnie wykształcone. Odnóża są ciemnobrązowe, zakończone trójczłonowymi stopami o niezmodyfikowanych pazurkach. Spód ciała jest nieco ciemnobrązowy. Przedpiersie wypuszcza ku przodowi zasłaniający narządy gębowe płat. Przednia krawędź śródpiersia jest płaska. Boki zapiersia i spód odwłoka są skórzaste. Odwłok ma sześć widocznych na spodzie sternitów (wentrytów). Samica ma spermatekę w kształcie bulwy z wydłużonym szczytem oraz zaopatrzoną w długie, rurkowate infundibulum torebkę kopulacyjną.

## Rozprzestrzenienie
Owad nearktyczny, endemiczny dla Teksasu w południowych Stanach Zjednoczonych, znany tylko z lokalizacji typowej w hrabstwie Bell.